# 八穀增卅
天貓座15，又名BD+58 982，HD 50522、SAO 26051、HR 2560，是天貓座的一颗恒星，视星等为4.35，位于銀經157.77，銀緯23.6，其B1900.0坐标为赤經6h 48m 37s，赤緯+58° 23.6′ 14″。